# مؤسسة الجليلة
مؤسسة الجليلة منظمةٌ خيريةّ تعمل على تعزيز التعليم والبحث الطبي في دول الإمارات العربية المتحدة. أسسها محمد بن راشد آل مكتوم رئيس وزراء دولة الإمارات العربية المتحدة وحاكم دبي في عام 2013.

## نبذة عن المؤسسة
أُعلن عن تأسيس مؤسسة الجليلة في 26 نوفمبر 2012 بموجب مرسوم رسمي رقم 23/2012 لتشكيل مؤسسة لتعزيز البحوث الطبية المبتكرة والتعليم الطبي في دولة الإمارات العربية المتحدة. ثم بدأت أنشطة المؤسسة في 1 أبريل 2014 من مكتبها في المبنى رقم 27 لمدينة دبي الطبية المنطقةِ الاقتصاديةِ الحرةِ المخصصةِ لقطاع الرعاية الصحية.
يرأس مجلس الأمناء أحمد بن راشد آل مكتوم.
شرعت المؤسسة في إنشاء مركز أبحاث داخل مدينة دبي الطبية في عام 2016.
أصدرت المؤسسة صندوق الأبحاث الطبية مجلس العطاء؛ لتطوير العلماء المحليين بالتعاون مع المؤسسات العلمية العالمية والإقليمية.
تنظم المؤسسة معارض التوظيف في الخدمات الصحية لخلق الوعي بين الطلاب الإماراتيين حول الفرص الوظيفية في قطاع الرعاية الصحية متعاونةً مع جامعات في دولة الإمارات العربية المتحدة لاختيار المرشحين المستحقين لبرامج المنح الدراسية الخاصة بها. وأبرمت اتفاقية مع وزارة التعليم العالي والبحث العلمي لتعزيز التعليم الطبي في الدولة. وعسى أن تدعم الاتفاقية البرنامج التدريبي «تآلف» الذي أطلقته المؤسسة بالتعاون مع جامعة زايد مُدة ستة أشهر.وقد استثمرت المؤسسة 28 مليون درهم إماراتي في تقديم 100 منحة بحثية وزمالات بحثية عالمية، من أجل التوصل إلى حلول لأبرز الأمراض التي تواجه المنطقة ومنها: أمراض السرطان، وأمراض القلب والأوعية الدموية، ومرض السكري، والسمنة، والصحة النفسية والعقلية، والأمراض المستجدة
كما قدم مركز محمد بن راشد للأبحاث الطبية، التابع لمؤسسة الجليلة، تمويلاً سنوياً بقيمة 8 ملايين درهم إماراتي لجامعة محمد بن راشد للطب والعلوم الصحية، للنهوض بالبحوث الطبية الحيوية.
وقد قدمت المؤسسة خلال عشر سنوات منذ تأسيسها الدعم لــــــ8768 حالة، 30% منها أطفال يعانون من أمراض مهددة للحياة واستثمرت ما يقارب 50 مليون درهم إماراتي في البنية التحتية للأبحاث وتعزيز المعرفة وقدمت حوالي 146 منحة دراسية لطلاب الطب والأطباء المتدربين
وأطلقت المؤسسة برنامج «تآلف» بهدف دمج أصحاب الهمم في التعليم والمجتمع وفي عام 2024 نجحت المؤسسة في تدريب أكثر من 4 آلاف معلم وولي أمر، على دعم وتمكين أصحاب الهمم، وتوفير رعاية متكاملة لهم في المنزل والمدرسة،